# Мафалда (Италия)
Мафа̀лда (на италиански: Mafalda, до 1894 г. Ripalta di Riso, Рипалта ди Ризо, от 1894 до 1903 г. Ripalta sul Trigno, Рипалта сул Триньо) е село и община в Южна Италия, провинция Кампобасо, регион Молизе. Разположено е на 460 m надморска височина. Населението на общината е 1308 души (към 2010 г.).